# Кумаґе Ічія
Ічія Кумаґе (яп. 熊谷 一弥; англ. Ichiya Kumagae; нар. 10 вересня 1890 — пом. 16 серпня 1968) — японський тенісист, дворазовий срібний призер Олімпійських ігор (1920).

## Біографія
Народився 10 вересня 1890 року в японському місті Омута (префектура Фукуока).
На VI літніх Олімпійських іграх 1920 року в Антверпені (Бельгія) брав участь у тенісному турнірі в одиночному та парному розрядах.
В одиночному розряді почергово переміг: Хосе Марія Алонсо (Іспанія), Віктора де Лавельє (Бельгія), Альберта Лемменса (Бельгія), Джорджа Додда (Південна Африка). У півфіналі з рахунком 3:0 здолав дворазового олімпійського чемпіона 1912 року Чарльза Вінслоу (Південна Африка). 23 серпня 1920 року у фінальному двобої поступився Луїсу Раймонду (Південна Африка) з рахунком 3:1, виборов срібну олімпійську медаль.
В парному розряді разом з Сеїхіро Кашіо почергово перемогли дуети з Бельгії (3:0), Південної Африки (3:1) та Франції (3:1). У фінальному поєдинку поступились британському дуету з рахунком 3:1, завоював другу срібну олімпійську медаль.
Помер 16 серпня 1968 року в рідному місті Омута.